# シコルスキー S-3
S-3
試験を行うS-3
- 用途：プロトタイプ
- 設計者：イーゴリ・シコルスキー
- 製造者：イーゴリ・シコルスキー
- 初飛行：1910年12月
- 生産数：1機

シコルスキー S-3は、 ロシア帝国のイゴーリ・シコルスキーがS-1、S-2に続いて開発した固定翼機である。

## 開発と設計
S-3は1910年7月の試験中に破損したS-2の改良型として開発された複葉機であり、同年11月末に完成した。
基本的な構造はS-2と同様で、プロペラのレイアウトはS-2を踏襲した牽引式であるが、より高出力なエンジンや大型のエルロン、正確に配されたリブ（翼小骨）を採用するなど、各部に改良が施されている。
初飛行は1910年12月初旬に実施され、試験ではS-2よりも優れた性能を発揮していたが、12月13日の飛行試験時に高度約27mを飛行中、ディストリビューターの異常によって墜落した。機体は凍った池へ落下後、氷を突破して沈没したが、エンジンを含むいくつかの部品は水深1.5m地点から回収され、S-4の製作に使用された。

## 要目
- 乗員：1名
- 全長：8 m
- 翼幅：8 m
- 翼面積：24 m²
- 空虚重量：220 kg
- 全備重量：310 kg
- エンジン：1 × アンザーニ製W型3気筒エンジン、30 kW (40 hp)